# 워킹 (서리주)

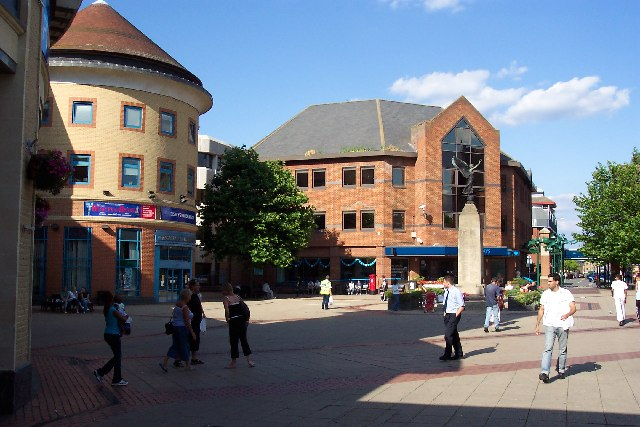
도시 광장

워킹(Woking)은 잉글랜드 서리주에 있는 도시이다. 런던에 출퇴근하는 사람이 많아, 런던을 연결하는 기차가 많으며, 워털루 역까지 승차 시간은 약 24분이다. 런던의 채링크로스로부터 남서 37km에 위치하고 있다. 인구는 2013년 기준으로 62,796명이다.